# Artabotrys
Artabotrys R. Br. – rodzaj roślin z rodziny flaszowcowatych (Annonaceae Juss.). Według The Plant List w obrębie tego rodzaju znajdują się co najmniej 102 gatunki o nazwach zweryfikowanych i zaakceptowanych, podczas gdy kolejnych 11 taksonów ma status gatunków niepewnych (niezweryfikowanych). Występuje naturalnie w klimacie równikowym całego świata. Gatunkiem typowym jest A. hexapetalus (L.f.) Bhandari. 

## Morfologia
PokrójZimozielone krzewy o pnących pędach lub zdrewniałe liany.
LiścieNaprzemianległe, pojedyncze, całobrzegie, siedzące.
KwiatyPromieniste, obupłciowe, pojedyncze lub zebrane po kilka w kwiatostany. Rozwijają się w kątach pędów. Działki kielicha są 3, zrośnięte u podstawy. Mają 6 płatków ułożonych w dwóch rzędach. Są wolne, takie same, nachylone ku sobie przy wierzchołku. Pręciki są liczne, najbardziej zewnętrzne czasami są prątniczkami. Kwiaty mają 4 lub więcej słupków zawierających po 2 komory u podstawy.
OwoceSiedzące lub osadzone na krótkich szypułkach, mniej lub bardziej mięsiste.

## Systematyka

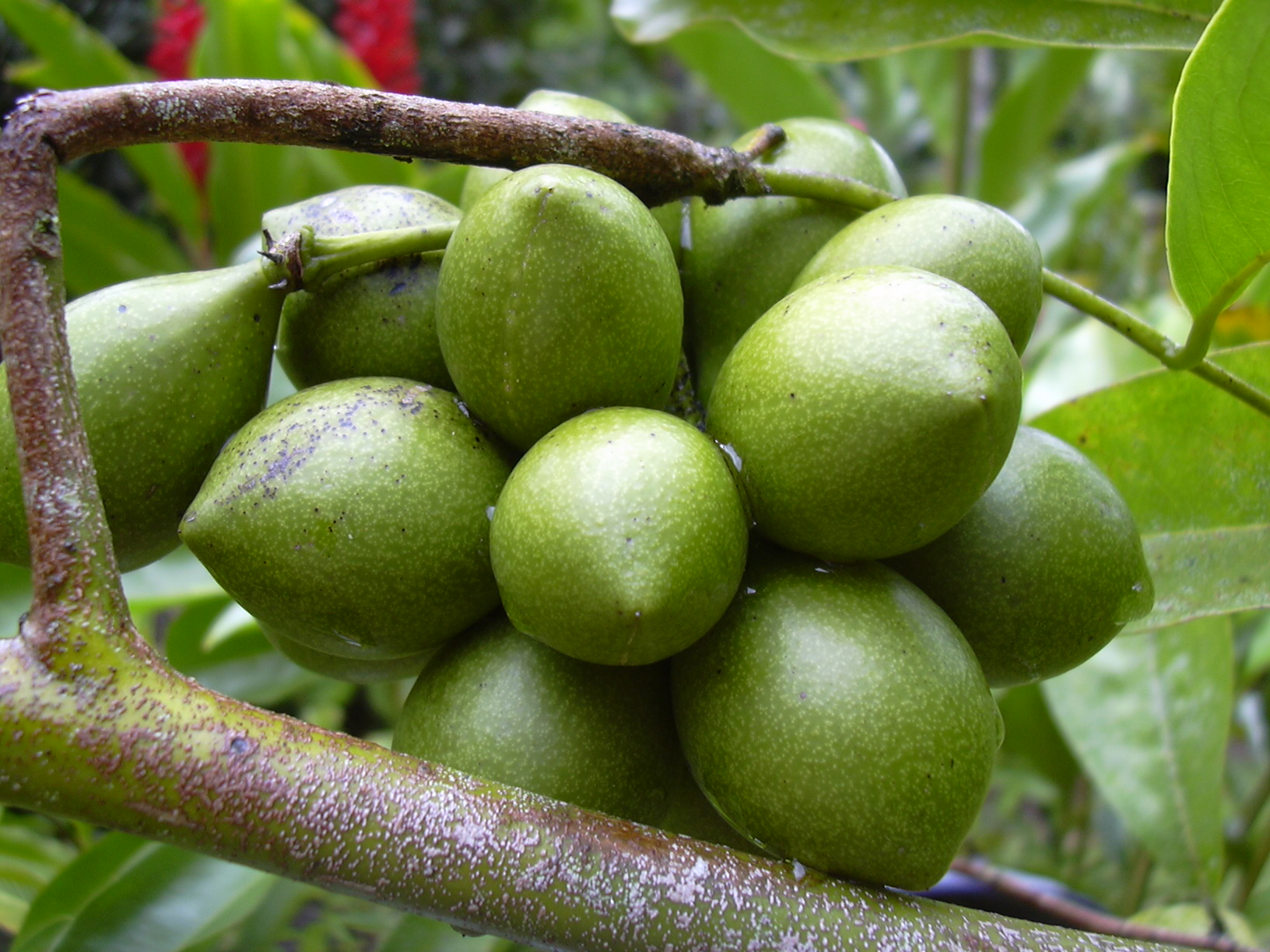
Owoce gatunku A. hexapetalus

Pozycja według APweb (aktualizowany system APG III z 2009)
Rodzaj wraz z całą rodziną flaszowcowatych w ramach rzędu magnoliowców wchodzi w skład jednej ze starszych linii rozwojowych okrytonasiennych określanych jako klad magnoliowych.
Lista gatunków
| - Artabotrys aereus Ast - Artabotrys antunesii Engl. & Diels - Artabotrys arachnoides J.Sinclair - Artabotrys atractocarpus I.M.Turner - Artabotrys aurantiacus Engl. & Diels - Artabotrys brachypetalus Benth. - Artabotrys brevipes Craib - Artabotrys burmanicus A.DC. - Artabotrys cagayanensis Merr. - Artabotrys camptopetalus Diels - Artabotrys carnosipetalus Jessup - Artabotrys caudatus Wall. ex Hook.f. & Thomson - Artabotrys coccineus Keay - Artabotrys collinus Hutch. - Artabotrys congolensis De Wild. & T.Durand - Artabotrys costatus King - Artabotrys crassifolius Hook.f. & Thomson - Artabotrys crassipetalus Pellegr. - Artabotrys cubittii Chatterjee - Artabotrys cumingianus S.Vidal - Artabotrys dahomensis Engl. & Diels - Artabotrys darainensis Deroin & L.Gaut. - Artabotrys dielsianus Le Thomas - Artabotrys fragrans Ast - Artabotrys gossweileri Baker f. - Artabotrys gracilis King - Artabotrys grandifolius King - Artabotrys hainanensis R.E.Fr. - Artabotrys harmandii Finet & Gagnep. - Artabotrys hexapetalus (L.f.) Bhandari - Artabotrys hienianus Bân - Artabotrys hildebrandtii O.Hoffm. - Artabotrys hirtipes Ridl. - Artabotrys hispidus Sprague & Hutch. - Artabotrys honkongensis Hance - Artabotrys inodorus Zipp. - Artabotrys insignis Engl. & Diels - Artabotrys jacques-felicis Pellegr. - Artabotrys jollyanus Pierre - Artabotrys kurzii Hook.f. & Thomson - Artabotrys lanuginosus Boerl. - Artabotrys lastoursvillensis Pellegr. - Artabotrys le-testui Pellegr. - Artabotrys libericus Diels - Artabotrys likimensis De Wild. - Artabotrys longistigmatus Nurainas - Artabotrys lowianus King - Artabotrys luteus Elmer - Artabotrys luxurians Ghesq. ex Cavaco & Keraudr. - Artabotrys macrophyllus Hook.f. - Artabotrys macropodus I.M.Turner | - Artabotrys madagascariensis Miq. - Artabotrys maingayi Hook.f. & Thomson - Artabotrys modestus Diels - Artabotrys monteiroae Oliv. - Artabotrys multiflorus C.E.C.Fisch. - Artabotrys nicobarianus D.Das - Artabotrys oblanceolatus Craib - Artabotrys oblongus King - Artabotrys ochropetalus I.M.Turner - Artabotrys oliganthus Engl. & Diels - Artabotrys oligospermus Danguy - Artabotrys oxycarpus King - Artabotrys pallens Ast - Artabotrys palustris Louis ex Boutique - Artabotrys pandanicarpus I.M.Turner - Artabotrys parkinsonii Chatterjee - Artabotrys petelotii Merr. - Artabotrys phuongianus Bân - Artabotrys pierreanus Engl. & Diels - Artabotrys pilosus Merr. & Chun - Artabotrys pleurocarpus Maingay ex Hook.f. & Thomson - Artabotrys polygynus Miq. - Artabotrys porphyrifolius Nurainas - Artabotrys punctulatus C.Y.Wu - Artabotrys rhynchocarpus C.Y.Wu - Artabotrys roseus Boerl. - Artabotrys rufus De Wild. - Artabotrys rupestris Diels - Artabotrys sarawakensis I.M.Turner - Artabotrys scortechinii King - Artabotrys scytophyllus (Diels) Cavaco & Keraudren - Artabotrys siamensis Miq. - Artabotrys speciosus Kurz ex Hook.f. & Thomson - Artabotrys spinosus Craib - Artabotrys stenopetalus Engl. & Diels - Artabotrys suaveolens (Blume) Blume - Artabotrys sumatranus Miq. - Artabotrys taynguyenensis Bân - Artabotrys tetramerus Bân - Artabotrys thomsonii Oliv. - Artabotrys tomentosus Nurainas - Artabotrys uniflorus (Griff.) Craib - Artabotrys vanprukii Craib - Artabotrys veldkampii I.M.Turner - Artabotrys velutinus Scott-Elliot - Artabotrys venustus King - Artabotrys vidalianus Elmer - Artabotrys vietnamensis Bân - Artabotrys vinhensis Ast - Artabotrys wrayi King - Artabotrys zeylanicus Hook.f. & Thomson |

## Zastosowanie
Roślina zawiera alkaloidy. Owoce niektórych gatunków są jadalne. Rosnący naturalnie w Indiach i na Sri Lance gatunek A. hexapetalus jest uprawiany jako roślina ozdobna, a z jego aromatycznych kwiatów produkowana jest pobudzająca herbata.